# Глава 12: Осада
«Глава́ 12: Оса́да» (англ. Chapter 12: The Siege) — четвёртый эпизод второго сезона американского телесериала «Мандалорец», действие которого разворачивается в медиафраншизе «Звёздные войны». Эпизод был написан шоураннером Джоном Фавро и поставлен Карлом Уэзерсом, и выпущен на стриминговом сервисе Disney+ 20 ноября 2020 года.
Мандалорец возвращается к своим друзьям Грифу и Каре на Неварро для ремонта корабля, но его уговаривают взорвать старую имперскую базу. Оказывается, на базе происходит нечто большее, чем они предполагали.

## Сюжет
Мандалорец и Малыш отправляются на Неварро после того, как ремонт корабля мон каламари оказался неадекватным. Там они воссоединяются с Грифом Каргой и Карой Дюной, которые с тех пор перевернули планету. Кара стала местным маршалом, а Гриф взял на себя роль магистрата, которому помогает безымянный Митрол, захваченный мандалорцами. В обмен на ремонт Мандалорец соглашается помочь уничтожить старую имперскую базу на другой стороне планеты. Малыша помещают в школу, где он использует Силу, чтобы украсть голубые макароны у другого ученика.
Оказывается, на базе не просто скелетная команда, а штурмовики патрулируют коридоры. Они деактивируют систему охлаждения лавы, чтобы естественные потоки лавы уничтожили базу. Во время побега они находят ученых и чаны с клонированными телами. Ученые пытаются уничтожить улики. Митрол обнаруживает запись доктора Першинга, которая показывает, что он переливал подопытным кровь Ребенка, имеющего высокий уровень «M-счёта». Вскоре штурмовики настигают команду, что вынуждает её бежать, пока лава не перегрелась и не уничтожила базу.
Мандалорец улетает с базы, чтобы вернуть свой корабль, используя свой реактивный ранец, в то время как Карга, Дюна и Митрол угоняют транспорт штурмовиков. Начинается погоня между транспортом, управляемым Дюной, и разведчиками на спидер-байках. Гриф Карга убивает последнего разведчика, но истребители TIE, запущенные с базы, преследуют их, выводя из строя пушку транспорта. Вскоре база взрывается из-за перегрева лавы. Когда истребители TIE приближаются к Дюне, Карге и Митролу, появляется «Бритвенный гребень» и уничтожает имперцев.
Отремонтировав свой корабль и взяв под охрану Неварро, Мандо отправляется на Корвус, чтобы разыскать Асоку Тано. Новая Республика посещает Каргу для расследования инцидента, при этом капитан Карсон Тева отмечает, что «что-то назревает, и нам нужно положить этому конец». Тева разговаривает с Дюной и просит ее о помощи в борьбе с остатками Империи. Когда упоминается Альдераан, родной мир Дюны, она говорит Теве, что потеряла все после его разрушения .
Имперский офицер получает подтверждение от одного из механиков, работающих на Грифа Каргу, что на «Бритвенном гребне» установлен маяк слежения. Мофф Гидеон получает информацию и заявляет, что они будут готовы. После этого, Гидеон оглядывает строй Темных солдат, ожидающих активации.

## Производство

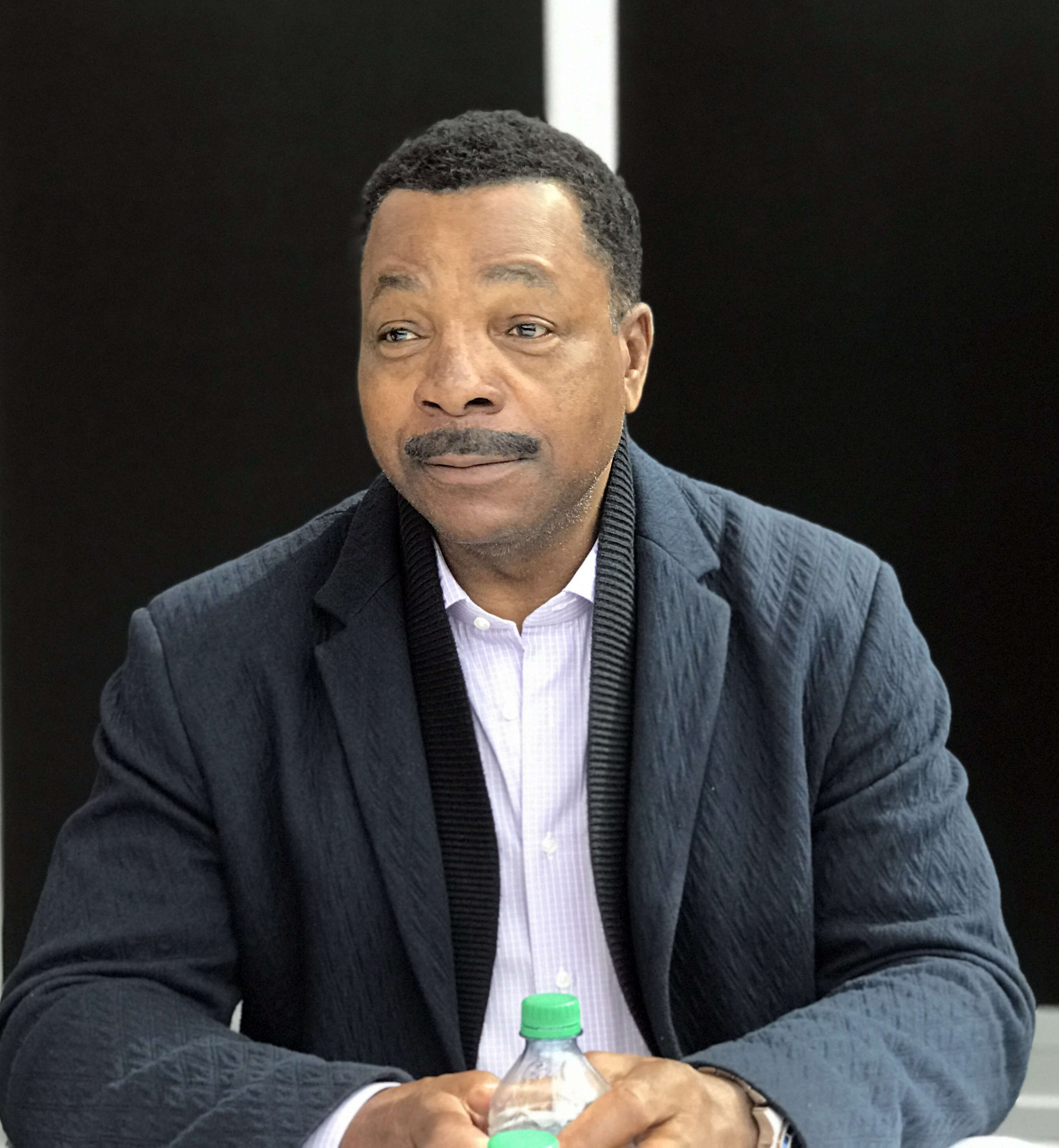
Карл Уэзерс выступил режиссёром эпизода и появился в роли Грифа Карги.

### Разработка
Эпизод был написан создателем сериала Джоном Фавро и поставлен Карлом Уэзерсом, который также играет роль Грифа Карга.
Вдохновившись голубым молоком из «Звездных войн», Джон Фавро попросил мастера по реквизиту испечь голубые пирожные голубые макароны для Малыша. Они были сделаны в первую очередь для внешнего вида и имели лишь легкий малиновый вкус.
Член съемочной группы случайно появился в кадре во время съемок, на заднем плане сцены в лаборатории. Появление «парня в джинсах» сравнили со случайным появлением кофейной чашки в эпизоде «Последние из Старков» сериала «Игра престолов». Карл Уэзерс назвал это «пугалом», и Disney удалил его из эпизода в цифровом формате менее чем за неделю.

### Подбор актёров
Все актеры, снявшиеся в этом эпизоде, вернулись из предыдущих эпизодов, в том числе Джина Карано в роли Кары Дюн, Карл Уэзерс в роли Грифа Карги, Горацио Санс в роли Митрола, Омид Абтахи в роли доктора Першинга и Джанкарло Эспозито в роли моффа Гидеона. Дополнительные приглашенные актеры, снявшиеся в этом эпизоде, включают Райана Пауэрса в роли инопланетного рабочего, Даниэля Негрете в роли школьника, Моргана Бенуа в роли офицера имперской службы безопасности, вернувшегося Пола Сун-Хюнг Ли в роли капитана Карсона Тева и Кэти О'Брайан в роли офицера имперской службы связи. Латиф Краудер, Барри Лоуин и Брендан Уэйн являются дублерами Мандалорца. Крис Бартлетт исполнил роль дроида-учителя, которого озвучила Кэтрин Элиз Дрекслер. Эми Стердивант, Джин Фриман и Доминик Прайс, а также Цуёси Абэ являются дублёрами Кары Дюн, Грифа Карги и Митрола соответственно. «Малыша» исполняли разные кукловоды.

### Музыка
Людвиг Йоранссон написал музыкальную партитуру для этого эпизода. Композиции из эпизода были выпущены 20 ноября 2020 года в первом томе саундтрека второго сезона.

## Реакция
На сайте-агрегаторе Rotten Tomatoes эпизод завоевал признание критиков, и получил рейтинг одобрения 92% на основе отзывов 48 критиков со средней оценкой 7,6/10. Консенсус критиков сайта гласит: «„Осада“ не берет сезон штурмом, но ловкая режиссура Карла Уэзерса и некоторые захватывающие моменты характера Джанкарло Эспозито делают его еще одной приятной частью».
Хью Фуллертон из Radio Times присвоил эпизоду 4 балла из 5, и сказал, что хотя некоторые фанаты могут быть разочарованы тем, что придется ждать, прежде чем увидеть Асоку Тано, он написал: «Для меня 12 глава была одним из самых значительных эпизодов, которые мы видели до сих пор. Как бы ни процветал „Мандалорец“ за счет старых связей со „Звездными войнами“, тот факт, что он также так хорошо держится в рамках собственного канона и построения мира, не может не радовать». Лаура Прудом из IGN отметила, что Уизерс «без труда воспроизводит иконографию фильмов... Ничего из этого не является особенно тонким, но это развернуто с достаточным количеством адреналина, чтобы сделать поездку захватывающей». Алан Сепинуолл из Rolling Stone похвалил Уэзерса, назвав его режиссуру «потрясающей», а также похвалил цифровые эффекты и команды каскадеров. Он предположил, что эпизод был похож на пилотный выпуск шоу с участием Кары Дюн. Луи Чилтон из The Independent был разочарован тем, что эпизод был очередным побочным заданием и отвлекал внимание от главных героев, отметив: «В течение пяти минут или около того помощники Мандо перехватывают внимание, но эта серия слишком похожа на скучный спин-офф, напоминающий о том, как сильно „Мандалорец“ зависит от двух главных героев»

## Комментарии
1. ↑  Как показано в эпизоде «Глава 11: Наследница».
2. ↑  Баунти, пойманный Мандалорцем в эпизоде «Глава 1: Мандалорец».